# Hua Xin
Dans ce nom chinois, le nom de famille, Hua, précède le nom personnel.
Pour les articles homonymes, voir Hua.
Hua Xin (157-231) Ministre chinois du royaume de Wei lors de la période des Trois Royaumes en Chine antique. Il occupa plusieurs positions d'influences au sein du gouvernement des Han, de différents seigneurs de guerre tels que Yuan Shu, Sun Ce, Sun Quan et Cao Cao, puis enfin à l'intérieur du gouvernement des Wei. Il fut réputé historiquement pour être un homme calme et vertueux.

## Biographie
Occupant d’abord une position dans le secrétariat impérial des Han à Luoyang, il alla joindre Yuan Shu lorsque Dong Zhuo s’empara du pouvoir. Il fut alors greffier principal pour le compte du Grand Tuteur Ma Midi, puis fut promu Grand Administrateur du district de Yuzhang en l’an 195.
Peu après la mort de Liu Yao, plus de 10 000 supporters du défunt lui offrirent de prendre la place de leur leader. Cependant, Hua Xin déclina l’offre, jugeant qu’il serait déloyal de saisir une occasion semblable. En l’an 199, lorsque Sun Ce envahit son district, il décida de lui livrer sans opposition et lui offrit sa soumission. Il quitta ensuite Sun Quan en l’an 200 pour rejoindre Cao Cao à titre de Consultant-Gentilhomme et de Conseiller de l’Armée du Ministre des Travaux.
En l’an 212, il succéda à Xun Yu comme préfet des Maîtres des Écrits et en l’an 214, sous les directives de Cao Cao, il alla arrêter l’Impératrice Fu à l’intérieur du palais qu’il força à commettre le suicide. Toutefois, bien que cet acte de brutalité soit noté dans le Hou Han shu, sa biographie à l'intérieur du Sanguo Zhi n'y fait aucune référence, ce qui en fait un élément contesté auprès des historiens.
Par après, en l’an 217, Hua Xin fut promu Conseiller Impérial.

## Son personnage dans le roman
Dans le roman Histoire des Trois Royaumes écrit par Luo Guanzhong, Hua Xin est dépeint comme un homme plutôt cruel et mesquin.
Lorsque Cao Pi succéda à Cao Cao, en l’an 220, il fut nommé Premier Ministre, puis peu de temps après, avec Wang Lang, il convainquit Cao Pi d’instaurer le nouveau régime impérial des Wei en faisant abdiquer l’Empereur Xian. Il fut conséquemment nommé Ministre de l’Intérieur, puis lorsque Cao Rui monta sur le trône, il fut nommé Grand Commandant. Il s’opposa ensuite politiquement à Sima Yi et avec sa grande influence auprès de l’Empereur, il lui fit extirper son pouvoir militaire et ses rangs. Toutefois, Sima Yi regagna ses rangs quelques années plus tard.
Selon certains récits historiques, il semblerait que le véritable rôle de Hua Xin au sein des Wei fut bien différent de celui que lui donne le roman.